# Dicranomyia (Caenoglochina) capitonius
Dicranomyia (Caenoglochina) capitonius is een tweevleugelige uit de familie steltmuggen (Limoniidae). De soort komt voor in het Neotropisch gebied.